# Ван Ройен, Руди
Руди ван Ройен (африк. Rudi van Rooyen; род. 5 января 1992 года, Претория) — южноафриканский регбист, полузащитник схватки (скрам-хав) команды «Локомотив-Пенза».

## Биография
Воспитанник клуба «Блю Буллс». Выступал за команду Университета Претории, с которой стал победителем Varsity Cup 2012 года (регбийный Кубок среди крупнейших университетов ЮАР). В 2012 году дебютировал за основной состав «Блю Буллс». После пары лет в родном клубе перешел в стан команды «Грикуас». там он за три года 32 раза появился на поле и набрал 50 очков. 
В 2017 году Руди пополнил ряды клуба «Саутерн Кингз», выступавшего на тот момент в Супер Регби (ван Ройен сыграл три матча и получил травму). В следующем сезоне клуб перешел в европейскую лигу Про14, где за два года 24 раза появился на поле и занес одну попытку «Глазго Уорриорз». 
Летом 2019 года перешел в российский клуб «Локомотив-Пенза». 2 июля 2020 года положил свою первую попытку за новый клуб.

## Личная жизнь
Жена — Аннет. 20 июня 2020 года в Пензе родилась дочь, которую назвали Анри (Anri) — это соединение двух имён родителей, Аннет и Руди. Свою первую попытку за новый клуб, занесённую спустя несколько дней, игрок посвятил дочери. По словам ван Ройена, у дочери будет двойное гражданство — РФ и ЮАР.

## Достижения
- Чемпион России: 2022/23